# 明神山 (宇都宮市)

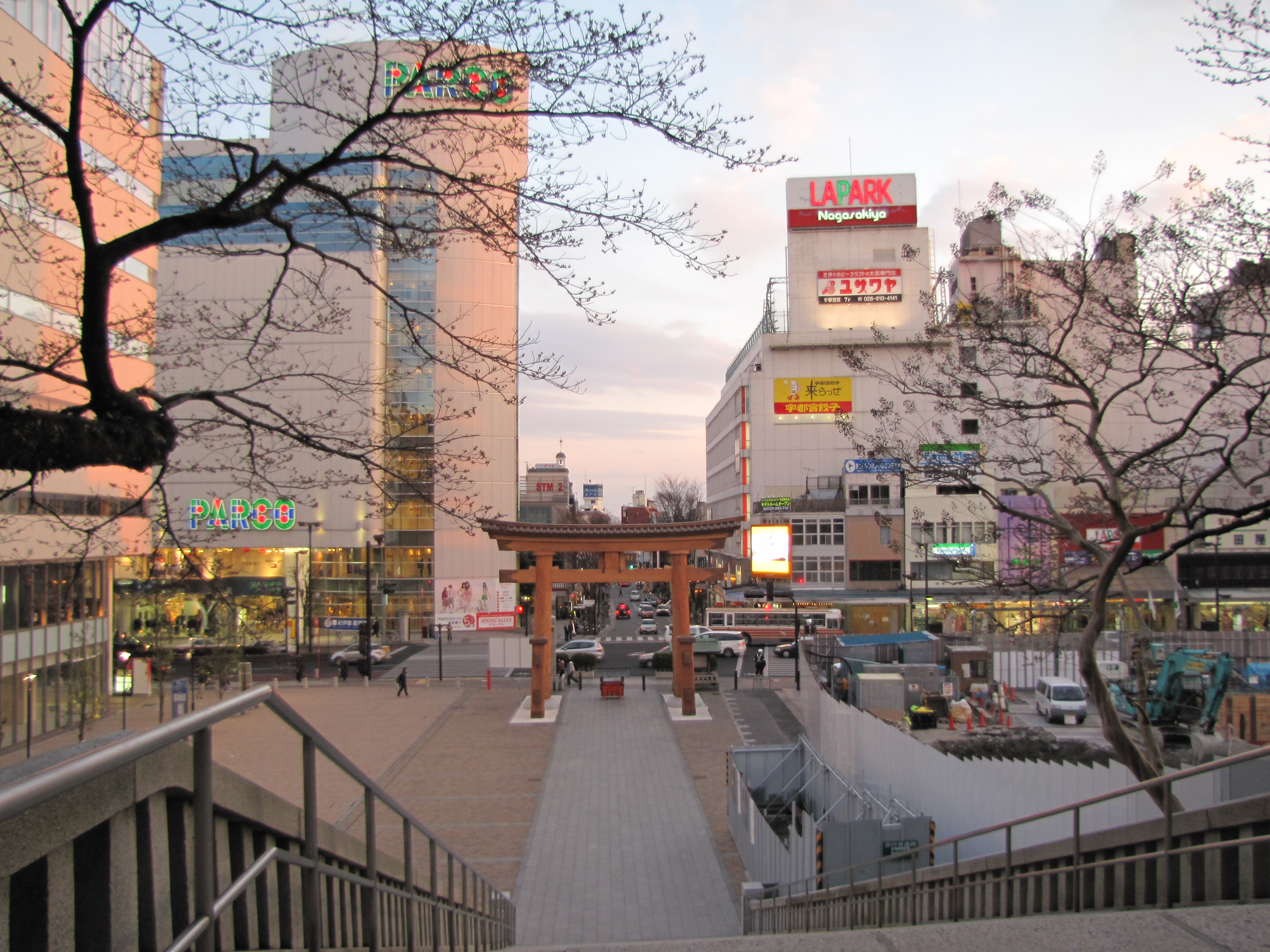
ビルの合間に立つ鳥居。鳥居正面から下る道がバンバ通り。

明神山（みょうじんやま）は、栃木県宇都宮市市街地中心部にある山（丘）の俗称である。ほかに臼が峰など。

## 概要
栃木県北西部山系は日光二荒山神社や日光東照宮を祀る日光山内から小倉山、愛宕山、茶臼山、浅間山と連なり、宇都宮市北部の篠井富屋連峰を経て戸祭山、八幡山と続き、そして当山はその最南端部に位置する。当山はまた宇都宮丘陵の一部を成している。明神山の名称の由来は、山頂（臼が峰）に鎮座する宇都宮二荒山神社の別称である宇都宮明神であり、この宇都宮明神を拝するように当山の南麓平地部には宇都宮城（平城）が築かれ、その歴代城主であった宇都宮氏一族は当神社の社職であった。明神山は古来からの俗称であるが、現在では宇都宮二荒山神社と合わせてふたあらさんや二荒の杜とも呼ばれている。三角点が無いため正式な標高は不明であるが、約135m程度である。

## 伝承
成高寺（じょうこうじ）（宇都宮市塙田4丁目）9世の啓磐（けいはん）禅師は名僧として人々に尊敬されていたが、光明寺を開くときに、明神山の杉の木を勝手に伐採して資材にしてしまった。
その後のある日、近所の老人が、農作業の疲れから、田の畔でうたた寝をしていると、夢の中に白衣の人が現れ、「啓磐和尚は神木を勝手に伐採したので神罰を下したいが、非常に学職のある名僧なので、梵天王の許しを受けてからにしたい。天に使いに行くため、汝の白馬を借りたい」といって姿を消した。老人が急いで帰宅し厩を確認すると、白馬の姿が消えており、翌朝になると、大汗をかき、息づかいの荒い状態で白馬が戻っていた。老人は、この出来事を啓磐禅師に話したが、その直後、気を失ってしまった。
老人の話を聞いて驚いた和尚は、「仏の助けを借りる以外にない」と考え、片時も休むことなく、勤行（ごんぎょう）に励むようになった。だが、ある雨の日、茶を飲みながら来客と話しているときに、そのまま寝入ってしまうことがあった。すると夢の中に、装束をした老人が現れ、「我は韋駄天（いだてん）である。汝は勝手に二荒の神の木を伐り不届であるため、梵天王から命を絶つようにと勅命を受けたが、汝の身の内に経文が満ちていて矢を射られないでいた。今日こそ思い知れ」といって射た矢が足の甲に当たった。
驚いた和尚は飛び起きたが、周囲には誰もいない。和尚は「つい勤行を怠ってしまった」と後悔した。だがそのまま遷化（せんげ）することができたという。

## 周辺
明神山の周辺は宇都宮市の中心市街地である。南麓にある宇都宮二荒山神社の鳥居はシティタワー宇都宮やうつのみや表参道スクエア等のビルの合間に建つ。鳥居の南側から真っ直ぐに緩やかに下る表参道（現在のバンバ通り・みはし通り）の先には、宇都宮二荒山神社を拝すように宇都宮城大手門が置かれ、現在は宇都宮城址公園として整備されている。また、宇都宮随一の商店街・繁華街であるオリオン通りは、バンバ通り南端から東武宇都宮駅前を東西に結んでいる。
明神山は二荒の杜と呼ばれているとおり、市街地にあって現在も豊かな緑の木々が茂る市民の憩いの場として、宇都宮二荒山神社とともに広く市民に親しまれている。

## アクセス
路線バス
- JR宇都宮駅西口から
  - 関東バス　細谷車庫行き、日光東照宮行き、作新学院・駒生方面行き、江曽島行き、鶴田駅行き、東武宇都宮駅行きなど乗車5分、「馬場町（二荒山神社前）」または「二荒山前」下車すぐ。

徒歩
- JR宇都宮駅西口から
  - 徒歩20分
- 東武宇都宮駅東口から
  - 徒歩10分